# Epitonium kilburni
Epitonium kilburni is een slakkensoort uit de familie van de Epitoniidae. De wetenschappelijke naam van de soort is voor het eerst geldig gepubliceerd in 1989 door Drivas & Jay.